# Ectropoceros brachychlora
Ectropoceros brachychlora is een vlinder uit de familie van de echte motten (Tineidae). De wetenschappelijke naam van de soort werd als Tinea brachychlora in 1905 gepubliceerd door Edward Meyrick.